# Pellionia cochinchinensis
Pellionia cochinchinensis är en nässelväxtart som beskrevs av François Gagnepain. Pellionia cochinchinensis ingår i släktet Pellionia och familjen nässelväxter. Inga underarter finns listade i Catalogue of Life.